# Cargador (arma)

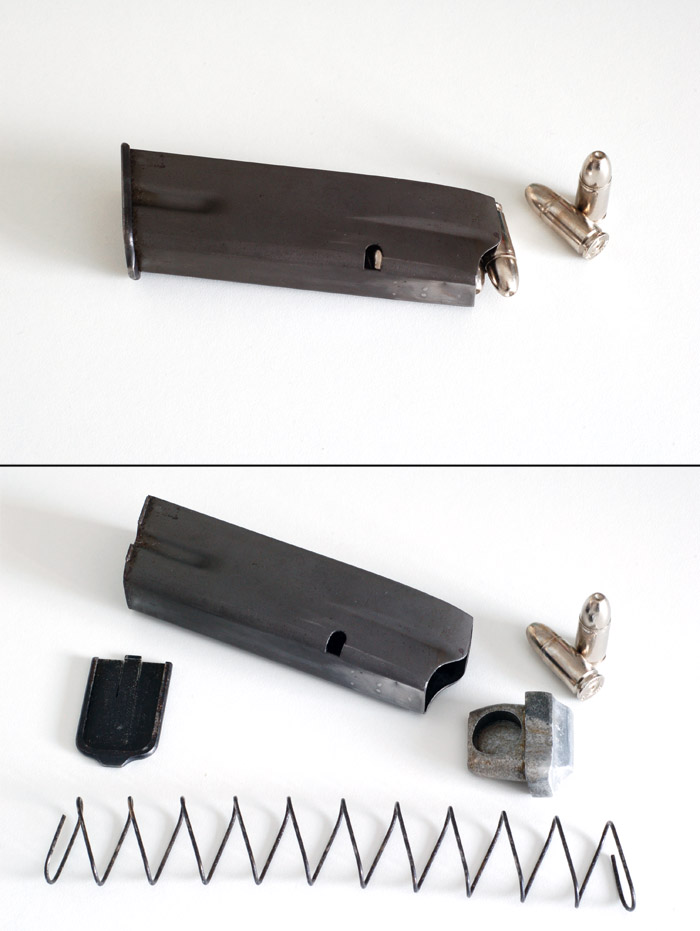
Un cargador de pistola calibre 9 mm, armado y desarmado

El cargador (llamado también cacerina) es un dispositivo de almacenamiento de municiones para las armas de fuego. Los cargadores pueden estar integrados en las armas (fijos) o ser extraíbles. El cargador funciona moviendo los cartuchos almacenados, posicionándolos en la recámara por la misma acción del arma de fuego. A menudo, el cargador extraíble es llamado peine, aunque esto es técnicamente incorrecto.

## Nomenclatura
Con el aumento del uso de armas de fuego semiautomáticas y automáticas, el cargador extraíble se hizo cada vez más común. Poco después de la adopción de la pistola M1911, se decidió emplear la palabra «cargador» por los expertos militares y de armas de fuego, aunque el término «peine» se utiliza a menudo en su lugar (para cargadores extraíbles, nunca fijos). La diferencia entre la definición de los «peines» y los «cargadores» es la presencia de un mecanismo de alimentación en este último, típicamente accionado por un muelle, del cual carece el peine. El uso de la palabra «peine» para referirse a las cargadores extraíbles es un punto de fuerte desacuerdo.
El diccionario Merriam-Webster define un peine como «un dispositivo para sujetar cartuchos en los cargadores de algunos fusiles, también: un cargador que alimenta a la cámara de munición de un arma de fuego».

## Historia
Las primeras armas de fuego eran cargadas con pólvora negra y una bola de plomo, y para efectuar varios disparos sin volver a cargar, eran necesarios múltiples cañones, como en el pimentero y la escopeta de dos cañones, o múltiples recámaras, como en los revólveres. Ambos añaden volumen y peso frente a un solo cañón y una sola recámara, sin embargo, se hicieron muchos intentos para conseguir varios disparos desde una solo cañón a través del uso de cargas superpuestas. Los diseños como el fusil de aguja y el cartucho de papel aceleraron el proceso de carga, pero los mecanismos de repetición fiables no aparecieron hasta que se desarrollaron cartuchos independientes.

## Formas

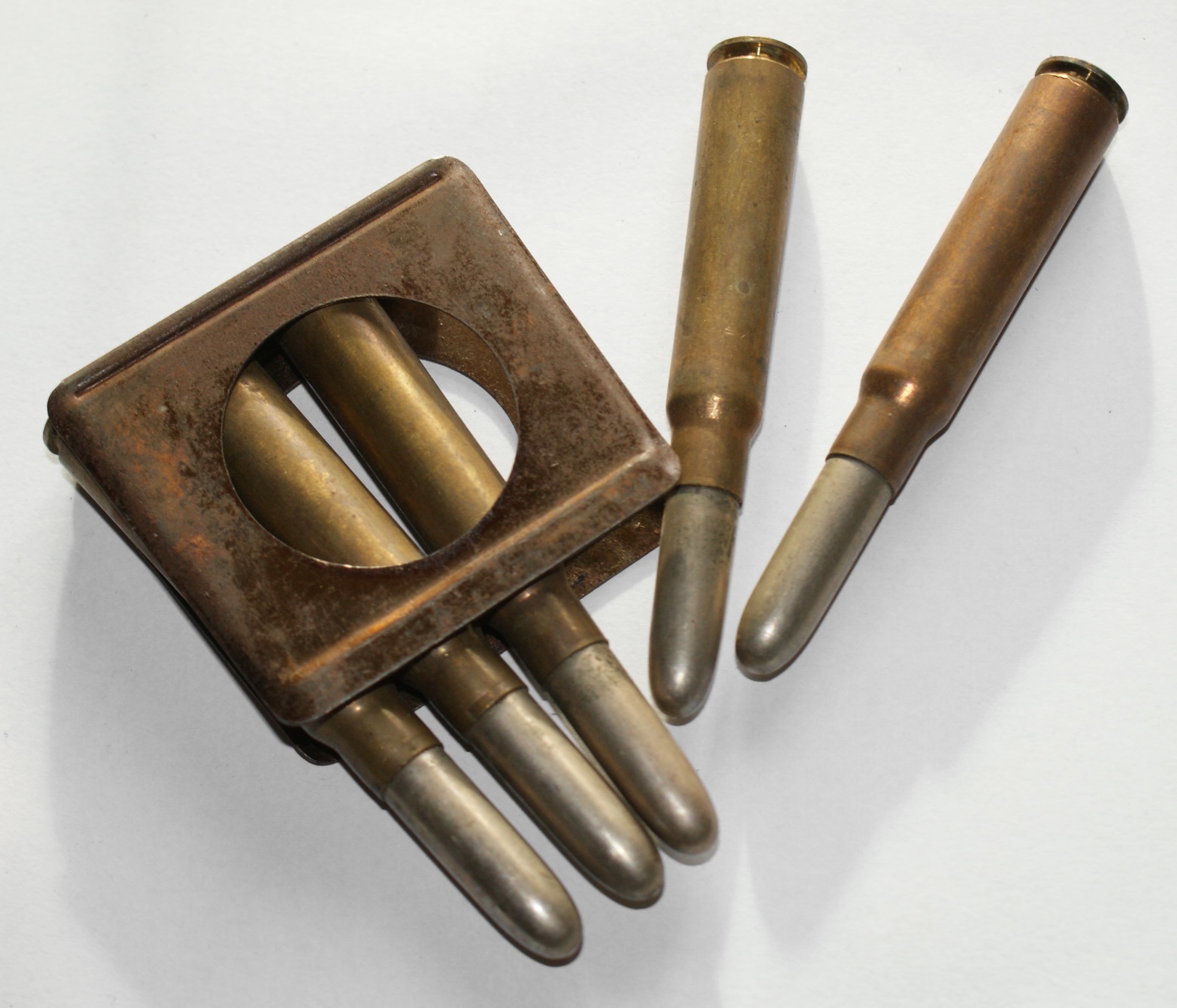
Peine en bloque del Mauser 88 y cartuchos 7,92 x 57

Los cargadores son de diferentes tamaños, desde cargadores de fusiles de cerrojo, que contienen unas cuantas balas, a las cintas de ametralladoras ligeras que contienen cientos de balas. También son de diferentes formas, pueden ser: rectos, curvos, de tambor, helicoidales o cintas. 

### Peines

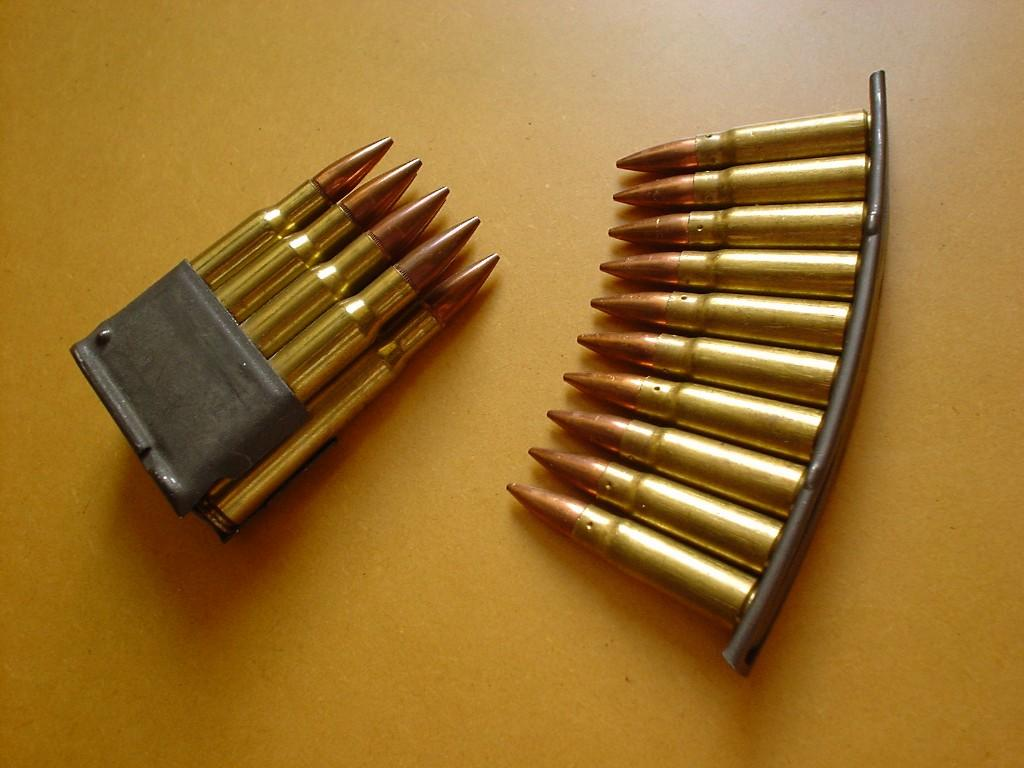
Peine en bloque del M1 Garand (izquierda) y peine de la SKS (derecha)

Los peines pueden considerarse los primeros cargadores de la historia. Estos particulares dispositivos permitían al tirador reunir un cierto número de cartuchos para la carga de pistolas, fusiles y ametralladoras con los primeros cartuchos de pólvora sin humo. Estos pueden ser simples o en bloque. Los del primer tipo son una tira de acero acanalada o con resaltes, que sostiene los cartuchos por su culote o por su casquillo en hilera, para poder introducirlos en el depósito de la pistola, del fusil o el brocal de la ametralladora. En las pistolas y los fusiles, por lo general el peine era desechado tras introducir los cartuchos en el depósito y cerrar el cerrojo. En las ametralladoras, el peine vacío era eyectado por el lado opuesto del cajón de mecanismos. Los del segundo tipo son una pinza que sostiene los cartuchos en una o dos hileras, siendo introducida junto a ellos en el depósito del fusil. Cuando se disparaba el último cartucho de un peine en bloque, al abrir el cerrojo este caía por un agujero en la parte inferior del depósito, o era eyectado del depósito por un resorte. Entre los fusiles que empleaban este tipo de peine están el M1 Garand estadounidense y el Mannlicher M1895 austrohúngaro. Actualmente, los peines, también conocidos como clips, se utilizan para recargar con rapidez los cargadores empleados por la mayoría de los fusiles de asalto modernos (M16 o AK-47). Estos dispositivos permiten al tirador cargar su arma con múltiples cartuchos a la vez.

### Cargador tubular

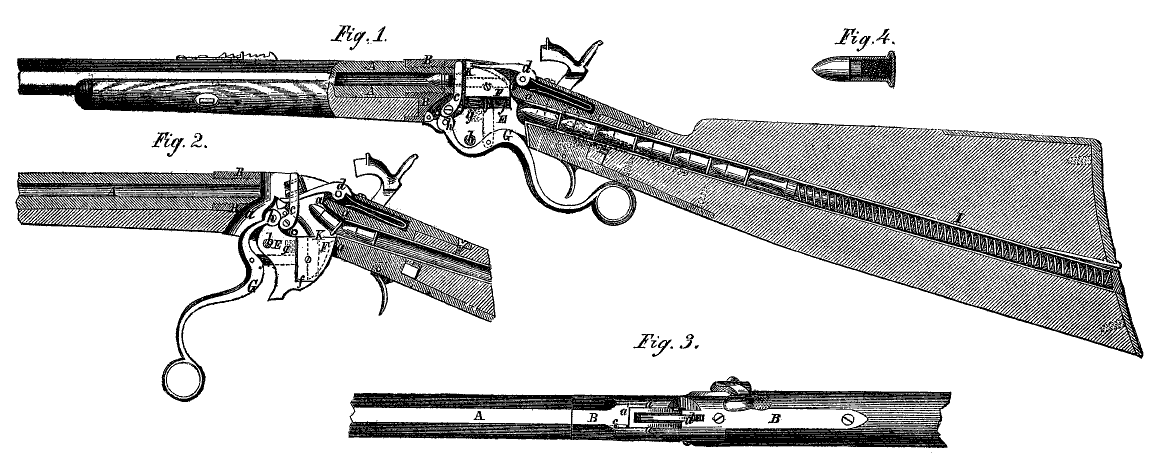
Diagrama del fusil Spencer, mostrando su cargador tubular dentro de la culata.

Este tipo de cargador era el utilizado por la mayoría de los primeros fusiles de repetición, sobre todo, por los modelos de palanca. Las armas que emplean este cargador disponen de un tubo en el que se almacena la munición. Este tubo suele ir colocado en paralelo debajo del cañón. Este tipo de cargador suele aparecer fijado al arma, lo que significa que no puede desprenderse fácilmente. Hoy en día, todavía pueden encontrarse numerosos cargadores tubulares, sobre todo en escopetas y aquellas armas que utilizan cartuchos con bala de punta redonda.

### Cargador de caja

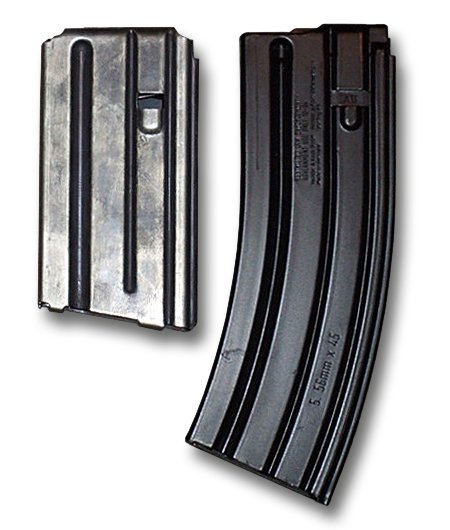
Ejemplo de cargador de caja extraíble

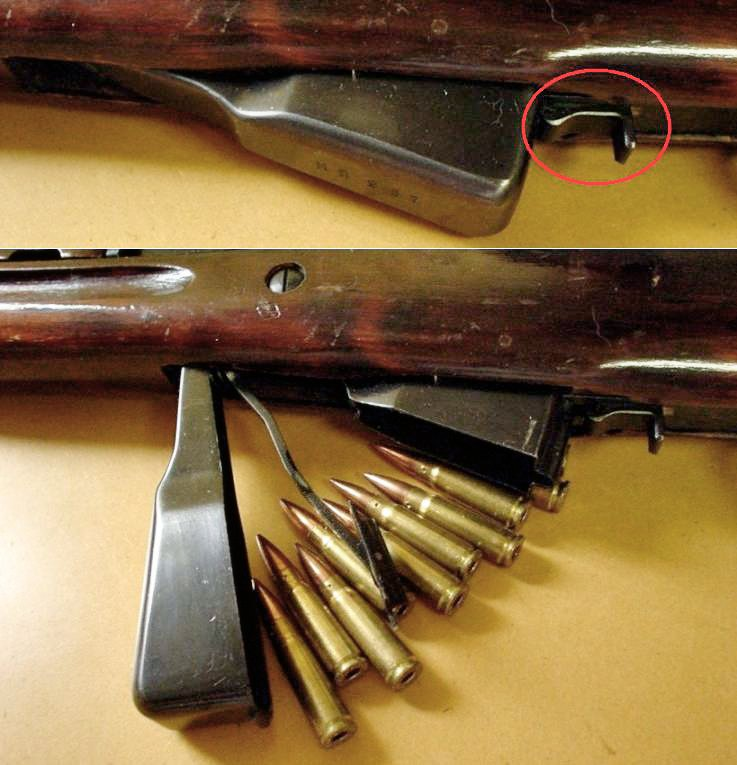
Cargador interno fijo de la SKS

Se trata del tipo de cargador más utilizado en los fusiles modernos y la mayoría de armas cortas. Estos cargadores almacenan la munición en una columna paralela, apilando los cartuchos uno encima del otro. Este hecho permite que las balas de los cartuchos almacenados puedan tener una punta dura y con forma cónica, lo que contribuye a aumentar la precisión del arma. Los cargadores de caja están compuestos por cuatro piezas fundamentales: 
- Cuerpo: es donde se almacena la munición. Dentro se encuentra el muelle y en su parte superior se hallan los labios, un dispositivo que impide que los proyectiles salgan expulsados de la caja por la fuerza del muelle.
- Muelle: se trata de un resorte con gran fuerza que empuja a los cartuchos hacia los labios del cargador.
- Teja elevadora: pieza de plástico o metal que facilita la labor de empuje del muelle.
- Tapa inferior: pieza metálica, por lo general desmontable, que se encarga de cerrar la parte inferior del cargador.

Los cargadores de caja pueden ubicarse dentro del arma o bien ser totalmente extraíbles. Los cargadores internos fijos aparecen en numerosos fusiles de cerrojo anteriores a la Segunda Guerra Mundial, así como en algunos modernos fusiles de cerrojo destinados a la cacería. Por otro lado, los cargadores extraíbles permiten al tirador cargarlos o descargarlos  fuera del arma. Estos cargadores van unidos al arma a través de una abertura que suele estar debajo del cajón de mecanismos. Cuando el cargador se vacía, el tirador solo tiene que retirarlo del arma y sustituirlo por otro que esté lleno. Este hecho acelera notablemente el proceso de recarga del arma, lo que permite al tirador disponer de un gran cantidad de munición en un corto período de tiempo. Este tipo de cargadores es el más utilizado en las armas modernas. Por último, en función de su forma se puede diferenciar entre cargadores rectos y cargadores curvos. En caso de que el arma utilice cartuchos con pestaña, es necesario que el cargador sea ligeramente curvo. En determinadas armas es posible unir dos o más cargadores extraíbles, lo que aumenta enormemente la capacidad de fuego disponible.

### Cargador rotativo

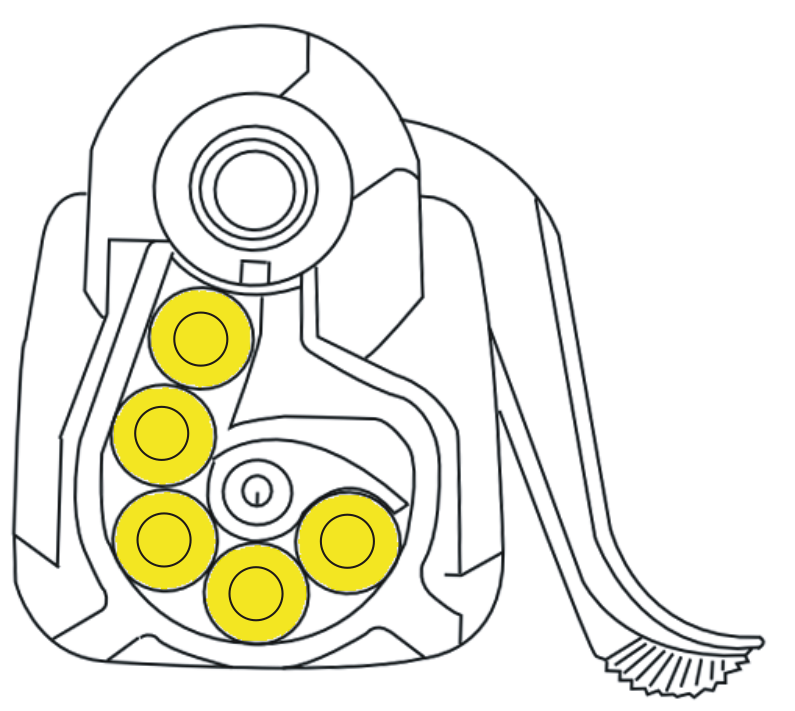
Cargador rotativo de un Steyr SSG 6

Este tipo de cargador, que puede también ser fijo o extraíble, se caracteriza por su diseño circular. Dentro de estos cargadores se almacenan los cartuchos, que una vez se aprieta el gatillo comienzan a abandonar el arma al mismo tiempo que el cargador va girando. Por lo general, estos cargadores disponen de menor capacidad de almacenamiento, normalmente entre 5 y 10 balas dependiendo del cartucho utilizado. Los fusiles Mannlicher-Schönauer fueron los primeros que se alimentaron con este tipo de cargadores, mientras que hoy en día todavía se siguen utilizando en algunas armas modernas como el Steyr SSG 69.

### Cargador de tambor

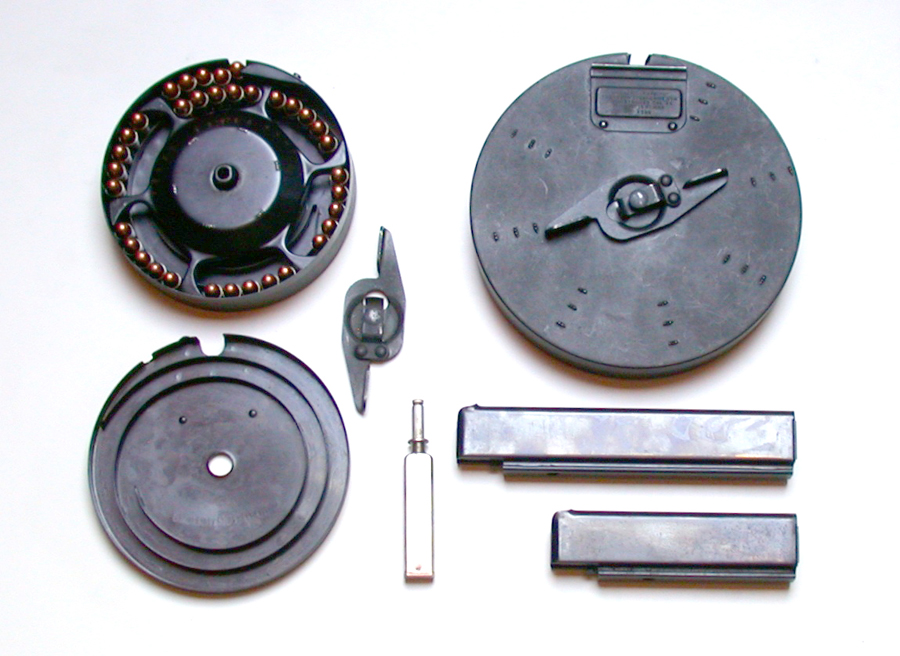
Cargador de tambor de 50-100 balas del Thompson

Utilizado mayormente en ametralladoras ligeras, subfusiles y escopetas, el cargador de tambor presenta un diseño cilíndrico dentro del cual se almacenan los cartuchos de forma paralela al eje de rotación. Su diseño cilíndrico permite mayor capacidad de almacenamiento en comparación con los cargadores de caja, sin que por ello sus dimensiones aumenten excesivamente. Su complejo sistema de funcionamiento puede provocar más problemas de fiabilidad. Muchas armas alimentadas con tambores también pueden cargarse con cargadores convencionales, como por ejemplo el subfusil estadounidense Thompson A1 y el subfusil soviético PPSh-41. Por el contrario, otras armas como la escopeta DAO-12 solo pueden alimentarse con tambores.

### Cargador helicoidal

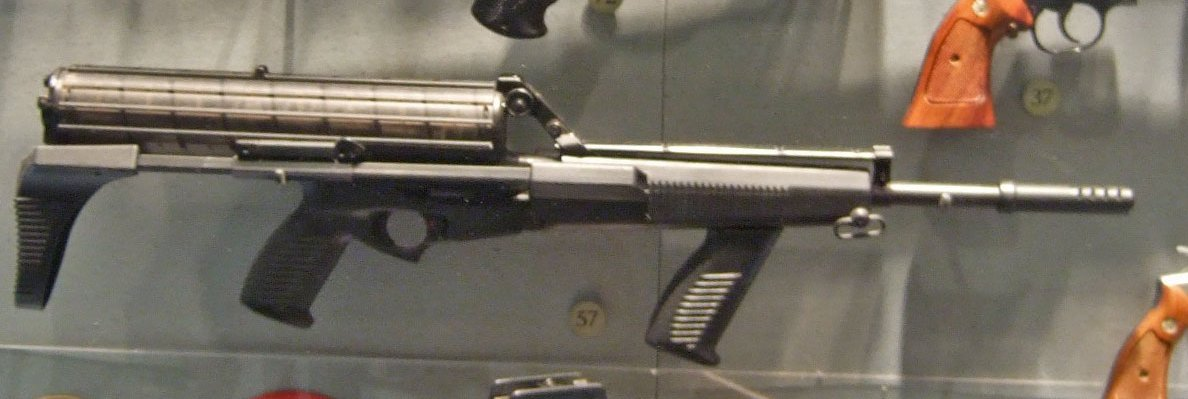
El Calico M960, subfusil pionero en el uso del cargador helicoidal

Los cargadores helicoidales derivan del diseño de los cargadores de tambor. La principal diferencia entre ambos se encuentra en la disposición de los cartuchos. En este sentido, en el cargador helicoidal las balas siguen un camino en forma de espiral, lo que confiere a este tipo de cargador una mayor capacidad de almacenamiento para la munición.

### Cintas

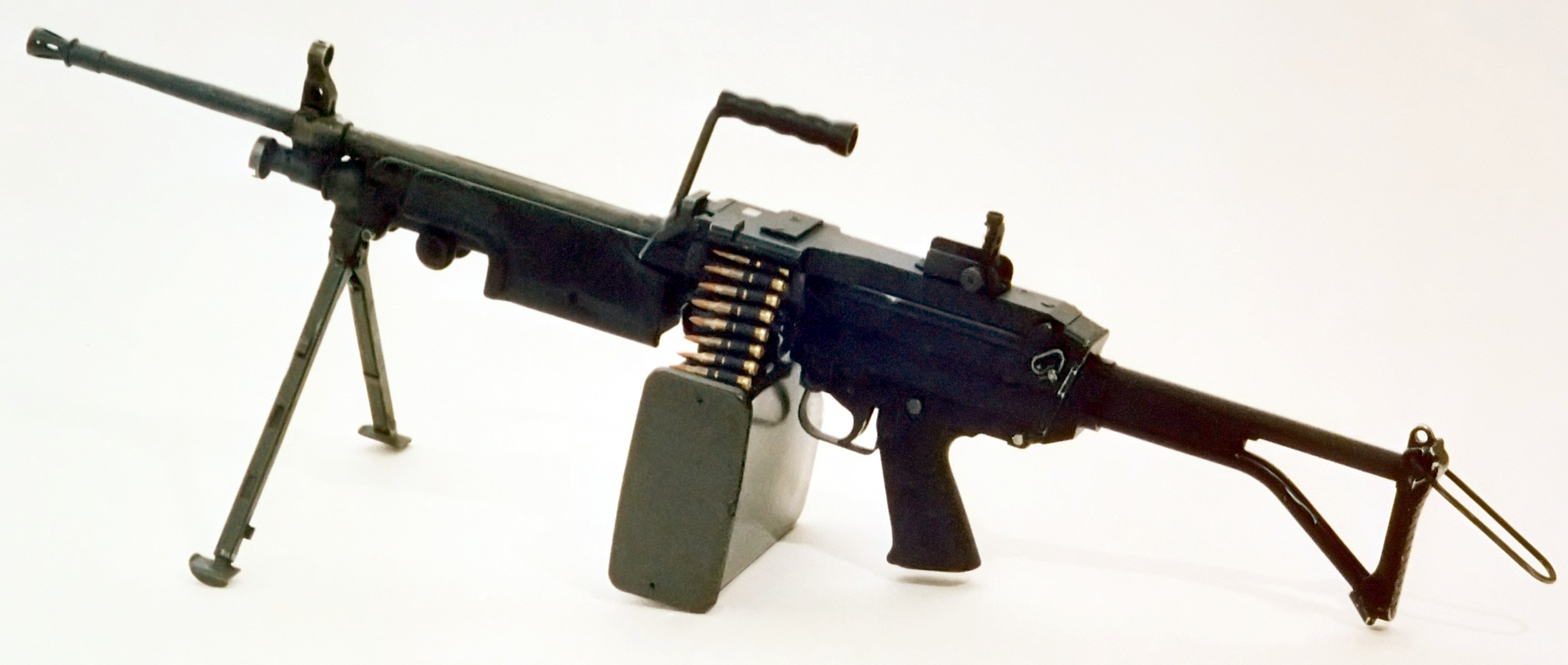
Se puede apreciar la cinta en el lado izquierdo de la FN Minimi

Utilizadas en la mayoría de ametralladoras modernas, en este tipo de cargadores los cartuchos aparecen totalmente unidos. En las primeras ametralladoras, como la Maxim, la cinta era de lona y estaba reforzada con remaches y placas metálicas. Posteriormente se desarrollaron las cintas de eslabones metálicos. Las cintas de eslabones metálicos pueden ser reutilizables, o de eslabón desintegrable. La cinta alimenta al arma al mismo tiempo que los eslabones que unen los cartuchos se desintegran o bien son eyectados por el lado opuesto del cajón de mecanismos del arma.